# Dieppe (Seine-Maritime)

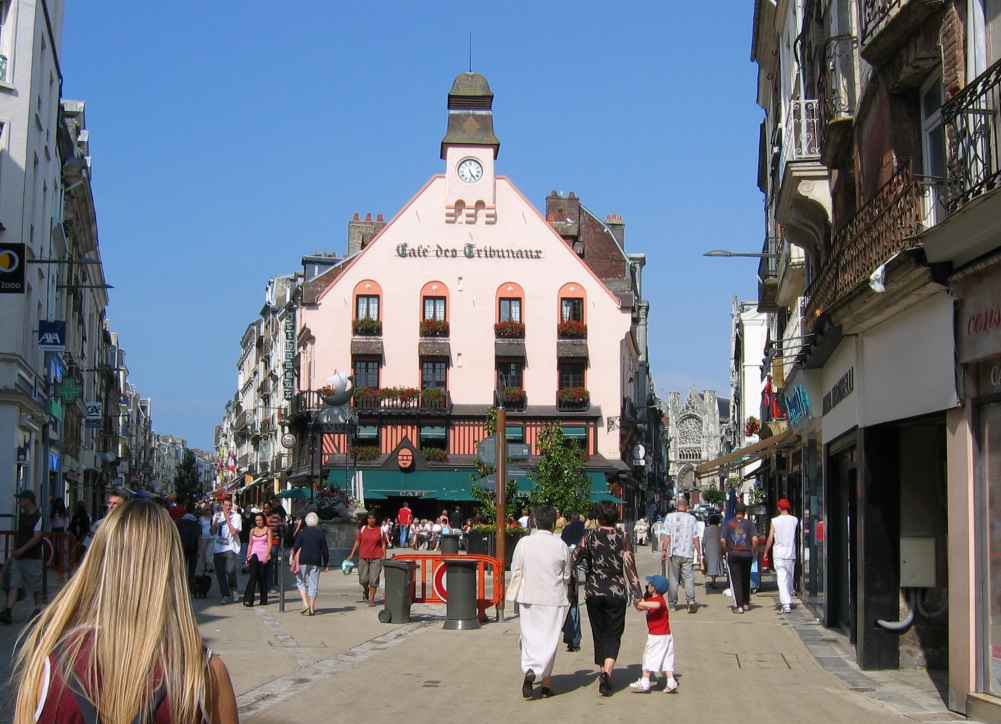
Střed města

Dieppe je město na severu Francie v departementu Seine-Maritime a regionu Normandie. Má 26 000 obyvatel. Jde o nejstarší francouzské lázeňské město.

## Vylodění u Dieppe
Dne 19. srpna 1942 zde bylo uskutečněno pokusné vylodění neboli také nájezd na Dieppe – operace Jubilee. Provedly jej hlavně kanadské jednotky, britské speciální oddíly. U Dieppe ještě sbíralo zkušenosti padesát příslušníků amerických Rangers. To vše bylo z moře podporováno osmi torpédoborci a množstvím menších plavidel. Nájezd samotný se setkal s neúspěchem, neboť nešťastnou shodou náhod došlo k předčasnému varování obránců a útočníci se tak setkali s urputnou obranou. Pro Spojence se jednalo o neocenitelnou zkušenost, bohužel draze zaplacenou hlavně kanadskými životy. Ukázalo se, že idea útoku na těžce bráněný přístav je nerealizovatelná, že je třeba speciálního vybavení a že je nezbytná naprostá vzdušná nadvláda. Toto vše se poté projevilo a zužitkovalo při plánování invaze do Francie, operace Overlord.

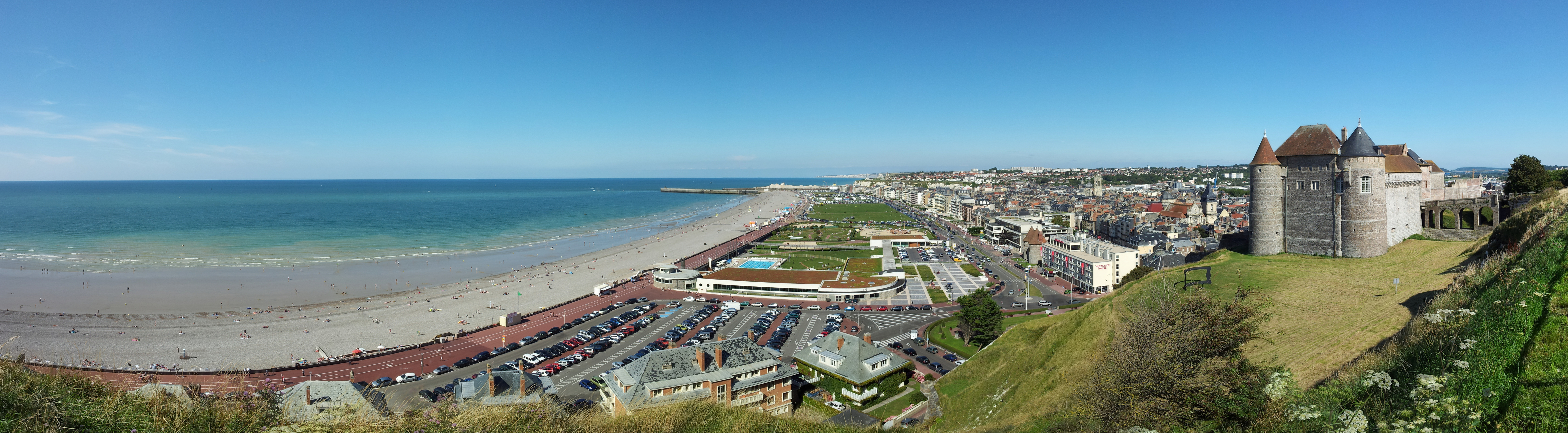
Dieppe

## Vývoj počtu obyvatel
Počet obyvatel

## Partnerská města
- Brighton, Velká Británie
- Dieppe (Nouveau-Brunswick), Kanada
- Grimsby, Anglie, Velká Británie